# 高桐 (同治進士)
高桐，山西黎城县人，清朝政治人物、進士出身。
同治十年，登进士，历官浙江镇海县、余姚县知县。